# CX-717
 (avril 2017).
Si vous disposez d'ouvrages ou d'articles de référence ou si vous connaissez des sites web de qualité traitant du thème abordé ici, merci de compléter l'article en donnant les références utiles à sa vérifiabilité et en les liant à la section « Notes et références ».
CX717 est un ampakine composé créé en 1996 au cortex pharmaceutique. Un modulateur allostérique des récepteurs AMPA en améliorant le fonctionnement cognitif et de la mémoire. 
En 2005, la Food and Drug Administration (FDA) a accepté Cortex Pharmaceuticals pour lancer des essais cliniques pilotes de phase II aux États-Unis.
En outre, en 2005, le département de la Défense des États-Unis a financé une étude pour examiner CX717 et les effets physiologiques de la somnolence. L'étude a révélé que les singes rhésus réagissaient mieux et plus vite après avoir reçu le médicament, et contrecarrait les effets du manque de sommeil.